# Éva Kiss
Éva Kiss (maghiară: [ˈkiʃ]; n. 31 martie 1953, București) este o cântăreață română de etnie maghiară.

## Biografie
Éva Kiss provine dintr-o familie simplă: mama - casnică, dedicată celor patru copii, iar tatăl -  redactor-șef la Casa Scânteii, secția în limba maghiară. 
La 7 ani Éva Kiss a rămas fără tată și a plecat împreună cu mama și frații ei la Târgu Mureș.
În 1971, pe data de 16 iunie, Éva Kiss devine mamă, aducând pe lume primul copil, o fetiță. În 1979 se căsătorește, însă mariajul nu este unul fericit. În 1980 dă naștere celui de la doilea copil, un băiat. În 1982 Éva Kiss pune capăt primului mariaj și se întoarce la Târgu Mureș. Trece printr-o perioadă extrem de dificilă alături de fostul soț care, sub presiunile amenințărilor, îi ia băiatul. 
Éva Kiss se căsătorește cu Radu Constantin în 1984 și începe o perioadă frumoasă, umbrită însă de aparițiile fostului soț.
Din 1990 trăiește cu soțul ei, Radu Constantin, în Danemarca.

## Cariera artistică
- 1967 - Își face debutul în emisiunea televizată "Dialog distanță" prezentată de Ion Besoiu. Urmează o perioadă în care Eva Kiss primește diplome cu premiul I la diferite concursuri muzicale de amatori.
- 1970 - Festivalul Național al Artei Studențești, Eva Kiss primește alături de Stela Enache, premiul al III-lea.
- 1973 - Participă la emisiunea "Steaua fără nume" reușind să treacă de primele două etape. Începe primele filmări și participă la Festivalul de la Mamaia cu melodiile "O ramură spre cer" (Radu Șerban) și "Cântec" (Horia Moculescu). Urmează un turneu  artistic în Cuba, alături de Marina Voica, Jan Păunescu, Adrian Romcescu și orchestra Radio, dirijată de Cornel Popescu.
- 1975 -  s-a angajat cu sprijinul Simonei Patraulea și Sorin Grigorescu la Teatrul satiric muzical "Constantin Tănase". Urmează una din cele mai grele perioade din viața interpretei pentru că trebuie să facă față sumelor uriașe pe care gazdele din Capitală le percepeau chriașilor.
- 1979 - Participă la Festivalul Internațional "Orfeul de Aur" din Bulgaria unde obține premiu pentru cea mai bună interpretare.
- 1980 - Este anul în care participă la "World Popular Song Festival" din Tokyo, Japonia cu piesa "Vreau" (Dan Ardelean).
- 1981 - Pleacă în turneu cu orchestra RC’Band condusă de Radu Constantin care, ulterior îi devine soț.
- 1984 - După 17 ani de turnee în străinătate "niște binevoitori", cum le spune artista, îi opresc viza celui de al doilea soț și e nevoit să-și caute de lucru în țară. Astfel, încep cântările celor doi la restaurantul Ambasador, Modern, Salonul Spaniol, Doina iar, verile, pe litoral, la „Melody” din Mamaia sau la „Internațional” din Olimp.
- 1988 - În februaríe, Radu Constantin, soțul interpretei emigrează în Danemarca, sătul de observațiile la care este supus.
- 1990 - Pe data de 26 ianuarie, Eva Kiss își urmează soțul alături de cele două fete. Nu a fost ușor, dar dorința de a reuși a izbutit.

Au împreună un studio de imprimări unde au editat trei compact-discuri care s-au vândut în Danemarca și care s-au bucurat de aprecieri.  Eva Kiss este cea care îl convinge pe soțul său să imprime un compact-disc cu trompetă la un studio din Århus cu care are mare succes. Radu Constantin a fost basist în orchestra Romanticii condusă de Mircea Drăgan și orchestra proprie RC’Band. În prezent cântă la două sintetizatoare, două chitare, trompetă, muzicuță.
Cei doi participă la emisiunile posturilor tv din Danemarca, au acordat interviuri pentru posturile de radio din această țară și participă frecvent la concerte de binefacere pentru copii străzii din România, Rusia, pentru sinistrații din Tailanda. 
Eva Kiss are onoarea de a cânta în fața Reginei Danemarcii de două ori. Prima data a fost cu ocazia unui concert de binefacere, organizata de Crucea Roșie.A doua oara s-a întâmplat, cu ocazia dineului dat de președintele României de atunci, Ion Iliescu în onoarea Casei Regale.
Eva Kiss lucrează, cântă, duce o viață normală cu gândul mereu la românii dintre care a plecat. Fiecare întoarcere acasă este pentru ea un motiv de a se reîntâlni cu cei care nu au uitat celebrele cântece lansate dintre care amintim: "Tăcutele iubiri", "Anotimpul sperantelor", "Puterea dragostei", "Copilul meu"," Acele veri ale iubirii"etc.

## Participări la Festivalul de la Mamaia
- Participă la secțiunea de interpretare a Festivalului Mamaia 1973. În acea perioadă fiecare piesă era interpretată de doi soliști (după modelul festivalului de la San Remo). Eva Kiss participă cu melodiile "O ramură spre cer" (Radu Șerban) - Premiul Comitetului de Stat al Radioteleviziunii Române și "Cântec" (Horia Moculescu) – Premiul Uniunii Compozitorilor și Muzicologilor.
- Participă la secțiunea “Creație” a Festivalului Mamaia’83 cu piesa “Dacă nu veneai” (Dan Dimitriu/Angel Grigoriu și Romeo Iorgulescu).
- Participă la secțiunea “Creație” a Festivalului Mamaia’84 cu piesele “Cântec de pace și iubire” (Dan Ștefănică/Gina Teodorescu) și “Farmecul mării” (Dan Stoian/Eugen Rotaru).
- Participă la secțiunea “Creație” a Festivalului Mamaia’85 cu piesele “Nu vreau să te mai pierd” (Dan Dimitriu/Eugen Rotaru), “Tu ești” (Zoltan Boroș/Gheorghe E. Marian), “În ritmul tinereții” (Dan Beizadea/Angel Grigoriu și Romeo Iorgulescu) și “Acele veri ale iubrii” (Camelia Dăscălescu/Roxana Popescu) – Premiul Criticii Muzicale.
- Participă la secțiunea “Creație” a Festivalului Mamaia’86 cu piesele “Tăcutele iubiri” (Jolt Kerestely/Ovidiu Dumitru) – Premiul III și “În casa cu mulți copii” (Aurel Manolache/Sașa Georgescu), cântată în duet cu Cornel Constantiniu.
- Participă la secțiunea “Creație” a Festivalului Mamaia’87 cu piesa “Mândria mea” (Vasile Veselovski/Aurel Storin).